# Gelbliche Florfliege
Die Gelbliche Florfliege (Nineta flava) ist eine Art der zu den Netzflüglern gehörenden Florfliegen und lebt in Europa.

## Merkmale
Die Körperlänge beträgt bis etwas über 20 mm, die Flügelspannweite 35–45 mm. Damit gehört die Art zu den größten Florfliegen-Arten. Der Körper ist hellgrün gefärbt. Von der nah verwandten Nineta vittata unterscheidet sie sich durch das kürzere Basalsegment der Antennen. Wie Nineta guadarramensis besitzt die Gelbliche Florfliege einen konkaven Vorderrand des Vorderflügels, der bei allen anderen Arten gerade ist; bei ersterer sind allerdings einige Adern der Flügel teilweise schwarz, während bei Nineta flava alle grün sind.

## Verbreitung und Lebensraum
Die Art ist in Europa verbreitet, vor allem in Mittel- und Nordeuropa. Hier lebt sie in Westeuropa auf Irland, Großbritannien, in den Pyrenäen, Frankreich, Belgien, den Niederlanden und Luxemburg, in Mitteleuropa in Deutschland, im Alpenraum inklusive der Schweiz und Norditalien, Polen, Tschechien, Österreich, der Slowakei und Ungarn, in Nordeuropa in Dänemark sowie dem Süden von Norwegen, Schweden und Finnland und in Osteuropa von Estland, Lettland und Belarus im Norden bis Bulgarien und Nordostgriechenland im Süden.
Die Art lebt in Wäldern und Gärten auf Baumblättern. Die Art scheint dabei Eichen- und Buchenwälder zu bevorzugen. Gelegentlich tritt sie in hohen Populationsdichten auf.

## Lebensweise
Die Art findet sich von Ende Mai bis September. Für Großbritannien wird Juni bis Juli angegeben. Adulte Tiere werden von Licht angezogen. Aus den gestielten Eiern schlüpfen Larven, die sich von Blattläusen ernähren, wie beispielsweise Phloeomyzus passerinii. Sie tarnen sich mit Larvenhäuten von Blattläusen, eigenen Ausscheidungen oder Fremdpartikeln. Am Kopf befinden sich deutlich erkennbare Saugzangen. Nineta flava überwintert als verpuppungsbereite Larve.

## Bilder

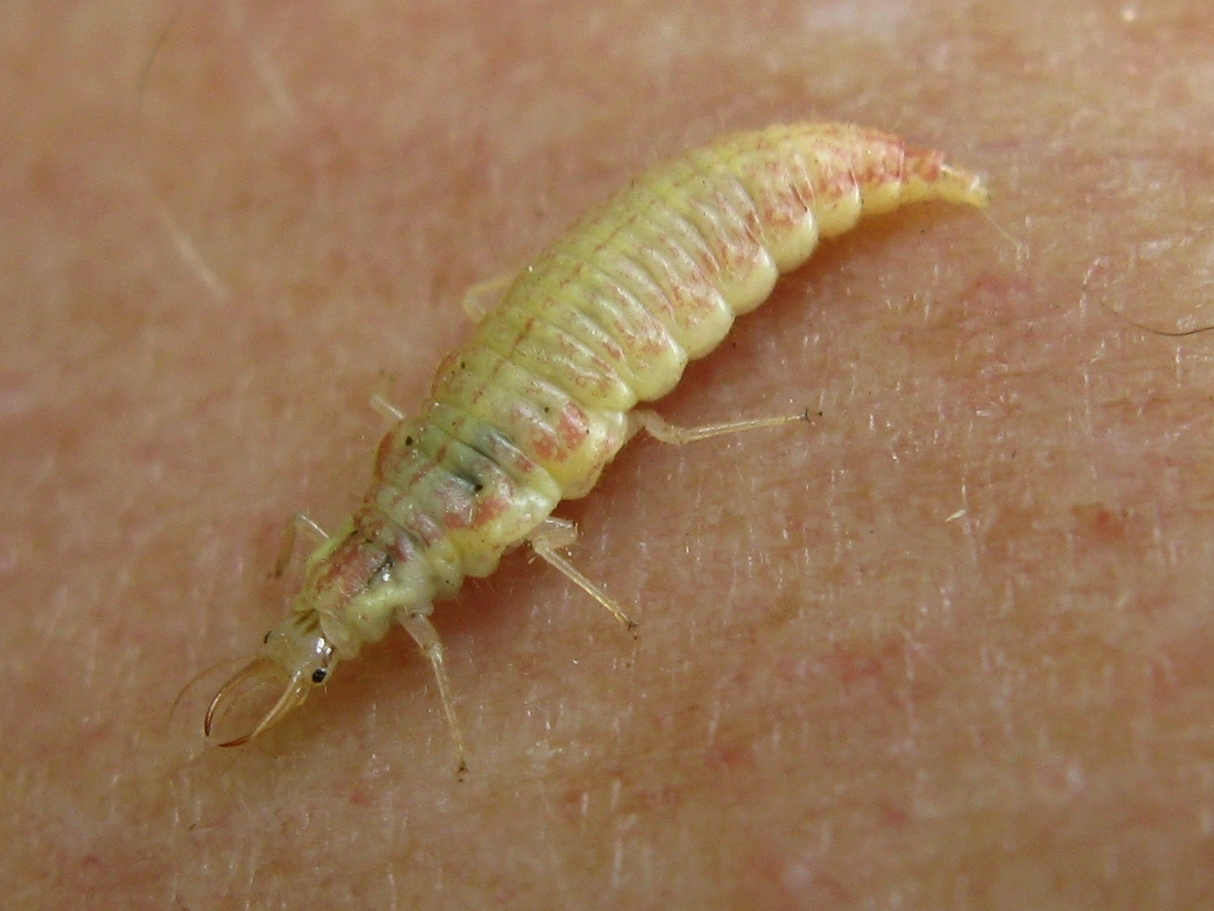
Larve von Nineta flava
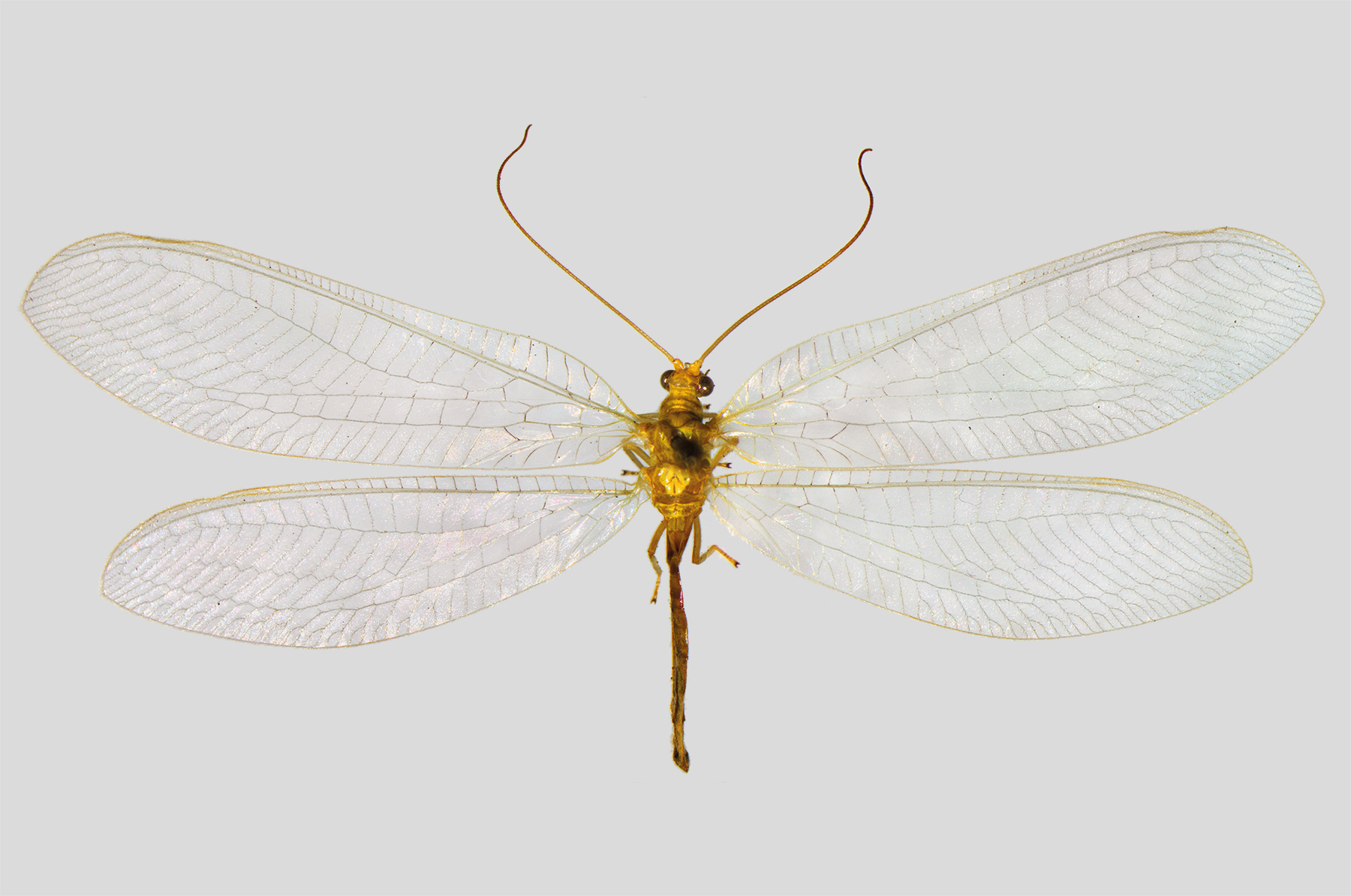
Ein präpariertes Exemplar
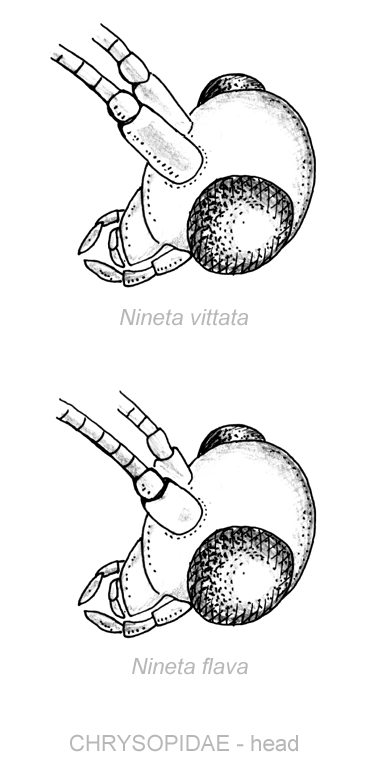
Vergleich der Köpfe von Nineta flava und Nineta vittata

## Taxonomie
Die Art wurde 1763 von Giovanni Antonio Scopoli unter dem Namen Hemerobius flavus erstbeschrieben. Weitere Synonyme der Art lauten Chrysocerca flava (Scopoli, 1763), Chrysopa flava (Scopoli, 1763) und Chrysopa subfalcata Stephens, 1836.